# Göteborg–Borås Järnväg
Göteborg–Borås Järnväg (GBJ) var namnet på järnvägen mellan Göteborg och Borås under tiden järnvägen ägdes av ett enskilt järnvägsbolag (Göteborg-Borås järnvägs ab). Banan tillhör staten sedan 1941 och ingår i Trafikverkets bannät som en del av Kust till kust-banan.

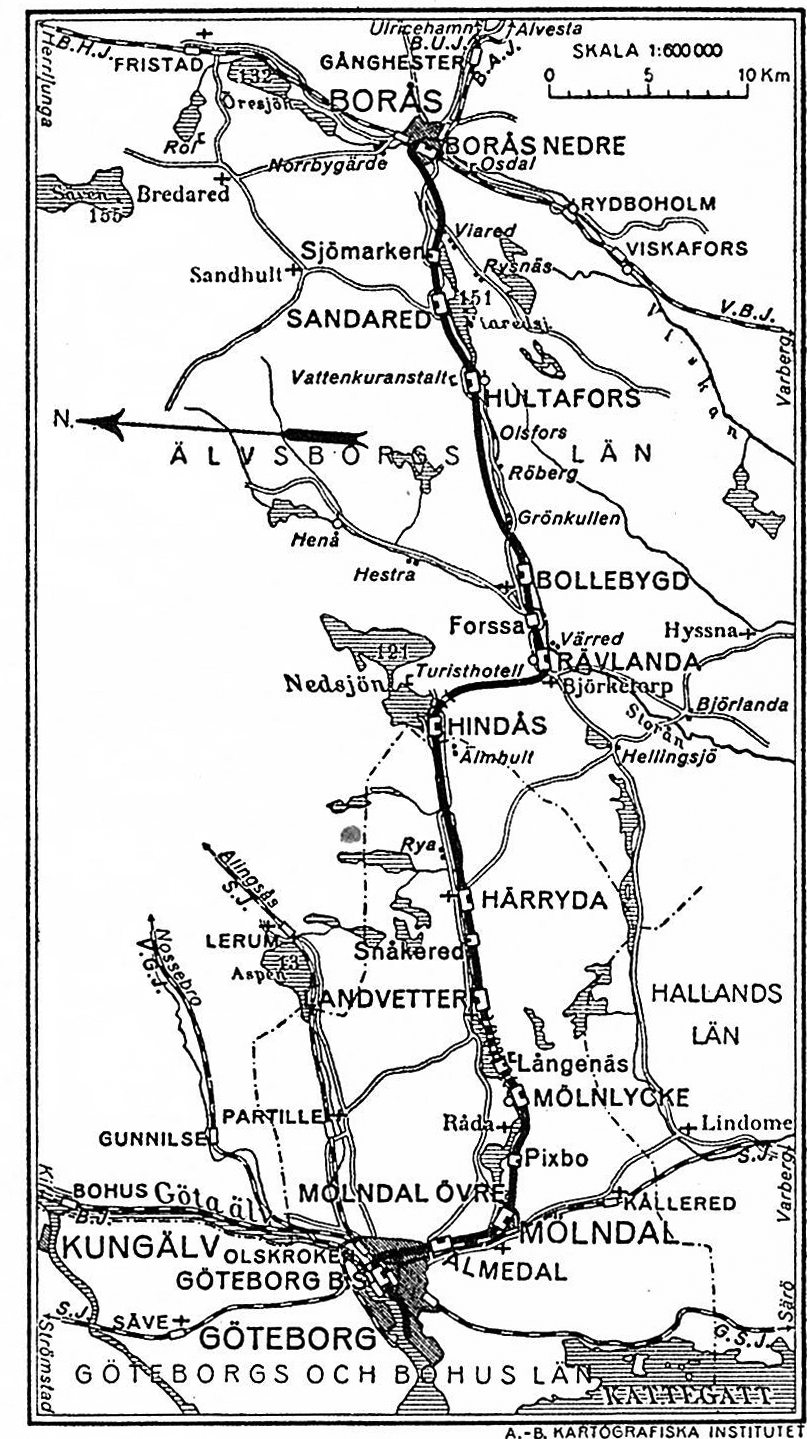
GBJ Karta 1926.

## Förhistoria
Borås fick smalspårig järnväg norrut till Herrljunga på Västra stambanan 1865 och normalspårig söderut till Varberg med dess hamn 1880.
I samband med diskussionerna om hur stambanorna i södra Sverige skulle dras lämnades ett förslag 1847 från "Borås äldste" och fabrikören Carl Gustaf Rydin om en sträckning Göteborg - Borås - Jönköping. Stambanan drogs emellertid genom Skövde och Borås fick sin anslutning till Herrljunga.
En järnväg mellan Göteborg och Borås undersöktes genom personer knutna till det stora järnvägsföretaget Bergslagernas järnvägar (BJ) med bas i Göteborg.  1890 fanns ett förslag till linjedragning av väg- och vattenbyggaren E. Westerberg. Koncession erhölls 1891 och järnvägsbolaget bildades samma år. Bolagets ändamål angavs till "att trafikera bolagets järnväg från Göteborg till Borås m. m." Bolagsordningen fastställdes den 22 maj 1891. Kapitalet kom främst från intressenter i Göteborg, staden själv tecknade 0,5 miljoner kr av totalt 2,6 miljoner kr. Bolaget sökte statslån vilket inte beviljades. Istället tog bolaget upp ett obligationslån. Aktiekapitalet uppgick 1901 till 3 226 600 kronor.
Bolagets första styrelse och ledning var till stor del samma personer som i Bergslagsbanans styrelse:  J.J. Ekman, Olof Wijk, August Röhss och Theodor Mannheimer med flera. GBJ:s förvaltning var också till en början samordnad med Bergslagernas Järnvägars.

## Byggnad
Banan byggdes från våren 1892 till hösten 1894 och invigdes 15 december 1894. Banan anslöts till Västkustbanan vid Almedal och trafiken leddes därifrån till Bergslagsbanans station, B:s Göteborg, i Göteborg (fram till 1930 då denna station ersattes av Göteborg C).

## Elektrifiering
Flera utredningar om elektrifiering gjordes 1924, 1927, 1928 och 1930, den sista av Ivan Öfverholm. Elektrifieringen skulle vara gynnsam för lokaltrafiken med dess korta stationsavstånd och med tanke på att banan har ett par långa, branta stigningar. Trafiken började 1936.
1941 övergick banan till Statens Järnvägar.